# Tyrnavos
Tyrnavos (griechisch Τύρναβος (m. sg.)) ist eine Gemeinde südwestlich des Olymp in der griechischen Region Thessalien.

## Lage

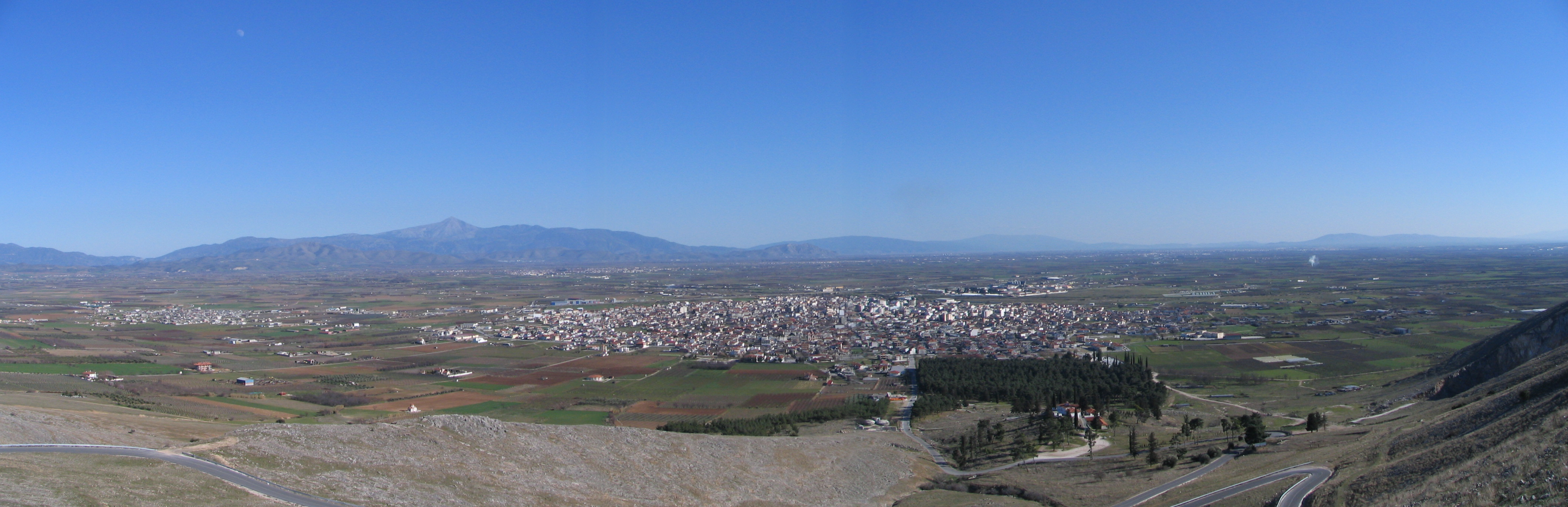

Die Gemeinde Tyrnavos liegt südwestlich des Olymp. Der Großteil des Gemeindegebiets liegt in der Thessalischen Tiefebene und wird nach Nordwesten von Hügeln und nach Norden von Ausläufern des niederen Olymps begrenzt. Der Titarisios fließt nordostwärts durch die Gemeinde und mündet bei Rodia in den Pinios, den Hauptfluss Thessaliens. Die Stadt Tyrnavos liegt am nördlichen, linken Flussufer des Titarisios.

## Verwaltungsgliederung
Die Gemeinde wurde nach der Verwaltungsreform 2010 aus dem Zusammenschluss der ehemaligen Gemeinden Tyrnavos und Ambelonas gebildet. Verwaltungssitz der Gemeinde ist die Stadt Tyrnavos. Die ehemaligen Gemeinden bilden Gemeindebezirke, diese sind jeweils in einen Stadtbezirk und drei Ortsgemeinschaften untergliedert.
| Gemeindebezirke | griechischer Name          | Code   | Fläche (km²) | Einwohner 2011 | Stadtbezirke / Ortsgemeinschaften (Δημοτική /Τοπική Κοινότητα) | Lage |
| --------------- | -------------------------- | ------ | ------------ | -------------- | -------------------------------------------------------------- | ---- |
| Tyrnavos        | Δημοτική Ενότητα Τυρνάβου  | 220601 | 371,374      | 16.977         | Tyrnavos, Argyropoulio, Damasi, Dendra Tyrnavou                |      |
| Ambelonas       | Δημοτική Ενότητα Αμπελώνος | 220602 | 154,116      | 08055          | Ambelonas, Vryotopos, Deleria, Rodia                           |      |
| Gesamt          | Gesamt                     | 2206   | 525,490      | 25.032         |                                                                |      |

## Verkehr
Die Nationalstraße 3 führt von Larisa im Süden über Tyrnavos, Elassona und Servia nach Kozani in die nordgriechische Region Westmakedonien.

## Sonstiges
Tyrnavos ist für seine Karnevalsfeiern bekannt.